# ABC Futebol Clube
Pour les articles homonymes, voir ABC.
Maillots
Dernière mise à jour : 18 août 2025.
Le ABC Futebol Clube, plus couramment abrégé en ABC FC, est un club brésilien de football fondé le 29 juin 1915 et basé dans la ville de Natal, dans l'État du Rio Grande do Norte.
Il évolue actuellement en Série B.

## Histoire du club
Le club est fondé le 29 juin 1915 par le président de la chambre du commerce.
Le nom du club fait référence au « Pacte d'amitié ABC » signé entre l'Argentine, le Brésil et le Chili.
Avec 57 titres de champion de l'État du Rio Grande do Norte, ABC Futebol Clube détient le record du plus grand nombre de titres d'État remportés, tous États confondus au Brésil.
En 2009, après seulement une saison en deuxième division le club est relégué en Serie C, où en 2010 il remporte le titre de champion et revient en Serie B. Il y séjournera jusqu'en 2015, l'année d'une nouvelle relégation. Le club chutera jusqu'en Serie D, en 2021 il est promu en Serie C et réussira dans la foulée une nouvelle promotion en Serie B 2023.

## Stades
L'ABC joue durant des décennies ses matchs à domicile au Stade João Machado, avant d'emménager en 2006 dans son nouveau Stade Maria Lamas Farache, dont le club est propriétaire.
Aux débuts de l'histoire du club, l'ABC a également disputé des matchs dans la plus ancienne enceinte de la ville, le Stade Juvenal Lamartine.
Le club utilise également pour ses matchs les plus importants l'Arena das Dunas, un stade moderne de 42 086 places construit pour la Coupe du monde de football de 2014.

## Palmarès
| Compétitions nationales |
| --- |
| - Série C (1) - Champion : 2010 |
| Compétitions régionales |
| - Championnat Potiguar (57) - Champion : 1920, 1921, 1923, 1925, 1926, 1928, 1929, 1932, 1933, 1934, 1935, 1936, 1937, 1938, 1939, 1940, 1941, 1944, 1945, 1947, 1950, 1953, 1954, 1955, 1958, 1959, 1960, 1961, 1962, 1965, 1966, 1970, 1971, 1972, 1973, 1976, 1978, 1983, 1984, 1990, 1993, 1994, 1995, 1997, 1998, 1999, 2000, 2005, 2007, 2008, 2010, 2011, 2016, 2017, 2018, 2020 et 2023 |

## Personnalités du club

### Présidents
- Bira Marques

### Entraîneurs
- Moacir Júnior